# Menstruace

Menstruační cyklus

Menstruace je periodicky se opakující krvácení, které nastává u samic některých druhů v rámci menstruačního cyklu.
Kromě lidí menstruuje asi 1,5 % druhů ostatních savců (převážně jiní úzkonosí primáti), na rozdíl od estrálního cyklu u většiny druhů savců.

## Název, etymologie (původ slova)
Menstruační krev či menstruace samotná se dříve nazývala čmýra, poněkud zastaralé je i označení perioda, obvyklé je označení měsíčky či v současnosti nejběžnější menzes, v lidové mluvě pak silně expresivně zabarvený výraz krámy. První menstruace se označuje jako menarche.
Termíny „menstruace“ a „menses“ pocházejí z latinského mensis (měsíc), které souvisí s řeckým mene (Měsíc). Mezi menstruačním cyklem a fázemi Měsíce není přímé spojení, ale za průměrnou hodnotu normálního ovulačního cyklu ženy se obecně považuje 28 dní, což přibližně odpovídá době oběhu Měsíce kolem Země (synodický lunární měsíc, perioda mezi 2 novy, trvá asi 29 a půl dne).

## Přehled
Menstruace je normální částí přirozeného cyklického procesu vyskytujícího se u zdravých žen mezi pubertou a koncem reprodukčního věku. Začátek menstruace nazývaný i menarche nastupuje průměrně ve věku 13 let, ale může nastoupit kdykoli mezi 10 a 15 lety. Poslední perioda – menopauza se vyskytuje obvykle ve věku 45–55 let. Odchylky od těchto hodnot vyžadují lékařskou prohlídku. Amenorea označuje prodlouženou absenci menses během plodného věku ženy z jiných příčin nežli těhotenství. Např. ženy s velmi nízkým tělesným tukem jako např. sportovkyně nebo anorektičky mohou přestat menstruovat. Přítomnost menstruace nedokazuje, že nastala ovulace a ženy, které nemají ovulaci, mohou mít menstruační cykly. Tyto anovulační cykly mají tendenci nastat méně pravidelně a mají větší variabilitu v délce cyklu.
V průběhu menstruačního cyklu se v sexuálně zralém samičím těle vyvine 1 vajíčko (příležitostně 2 i více, z nichž mohou vzniknout neidentická dvojčata či "vícerčata") a uvolní se v době ovulace. Výstelka dělohy – endometrium – roste synchronně. Po ovulaci se výstelka změní a je připravena na potenciální uhnízdění oplodněného vajíčka a vznik těhotenství. Pokud nenásleduje oplodnění a těhotenství, děloha se zbaví výstelky a začne nový menstruační cyklus. Proces zbavování se výstelky se nazývá menstruace. Menstruace se navenek projevuje formou menses: základní část endometria (výstelky) a krevní produkty, které vycházejí z těla vaginou. Třebaže se tento krevní výtok obvykle označuje jako krev, složením se od žilní krve liší.
Toto krvácení znamená, že nezačalo těhotenství, třebaže ne jednoznačně, neboť někdy se může v raném stupni těhotenství krvácení vyskytnout. V zásadě však lze říci, že v plodném věku ženy vynechání menstruace indikuje těhotenství.
Zdravotní potíže spjaté s menstruací jsou v euroamerické společnosti svízelnější než dříve, neboť průměrná žena dnes za svůj život prožije kolem 400 menstruací, zatímco na přelomu 19. a 20. století to bylo jen kolem 40 cyklů. To je zapříčiněno hlavně dnešním většinou menším počtem dětí na rodinu a převažujícím kratším či zcela chybějícím kojením.

## Průběh normálního menstruačního cyklu u žen
I když se délka cyklu může měnit, 28 dní se obecně považuje za průměrnou hodnotu normálního ovulačního cyklu ženy. Konvence považuje začátek menstruačního krvácení za začátek cyklu, proto první den krvácení se nazývá „prvním dnem cyklu“. Menstruační cyklus lze rozdělit do 3 fází:

### Menstruace
Menstruace trvá několik dní (obvykle 3–5 dní, ale hodnoty 2–7 dní jsou považovány za normální) a představuje ztrátu asi 50 ml krve (včetně vyloučeného endometria). Enzym plazmin – obsažený v endometriu – inhibuje (tlumí) srážlivost krve. Kvůli této ztrátě krve mají ženy vyšší potřebu přijímat v potravě železo než muži k prevenci nedostatku železa. Mnoho žen prožívá v této době křeče dělohy, zvané dysmenorhea (menstruace je bolestivá).

### Folikulární fáze
Pod vlivem folikuly stimulujícího hormonu (FSH) začne ve vaječníku růst několik folikulů (váčků), které následně produkují estrogeny, primárně estradiol. Tyto estrogeny iniciují vývoj nové vrstvy endometria s vývojem typického histologického (tkanivového) vzorku zvaného proliferační endometrium. Estrogeny poskytují negativní cyklus zpětné vazby do hypofýzy a snižují sekreci FSH. Inhibin vylučovaný největším folikulem též snižuje FSH. Standardně jen nejvyvinutější folikul se může dále vyvíjet, protože má více receptorů FSH; ostatní folikuly růst zastaví.

### Ovulace
Když folikul dozraje, vylučuje dostatek estradiolu na spuštění akutního uvolňování luteinizačního hormonu (LH). V 28denním cyklu tato LH vlna začíná okolo 12. dne cyklu a může trvat 48 hodin. Uvolněním LH dozraje vajíčko a oslabí se stěny folikulu ve vaječníku. Tento proces vede k ovulaci: uvolnění nyní již zralého vajíčka, což je největší buňka těla (s průměrem asi 0,5 mm). Zdá se být náhodné, který z vaječníků ovuluje; žádná známá pravo-levá koordinace není. Vejcovod potřebuje uchytit vajíčko a poskytnout prostor k oplodnění. Charakteristicky jasný a vláknitý hlen vykazující elasticitu vznikne v cervixu (děložním hrdle) a je připraven přijmout spermie z pohlavního styku. Některé ženy mají v době ovulace charakteristickou bolest zvanou „middle pain“ („bolest uprostřed“), která trvá několik hodin. Mnoho žen vnímá vaginální změny a změny cervikálního hlenu během ovulace, zvláště pokud si kontrolují známky plodnosti.
Neoplodněné vajíčko se rozloží.

## Menstruační symptomy
Různé nepříjemné symptomy vyvolané působením účastnících se hormonů a křečemi dělohy mohou předcházet nebo provázet menstruaci. Závažnější příznaky mohou zahrnovat značnou menstruační bolest (dysmenorhea), abdominální (břišní) bolest, migrénu, depresi a dráždivost. Některé ženy zažívají syndrom předmenstruačního stresu (PMS nebo premenstruační syndrom) — cyklickou klinickou entitu. Seznam a intenzita prožívaných potíží je individuální. Navíc i u jednotlivých žen se může intenzita symptomů měnit od cyklu k cyklu. Bolestivý průběh menstruace se může upravit po prvním porodu.

## Abnormality menstruace

### Výtok
Normální menstruační výtok obsahuje 50 ml ± 30 ml. Výtok nad 80 ml (hypermenorea nebo menorrhagie) může pocházet z hormonální poruchy, děložních abnormalit včetně děložního leiomyomu nebo rakoviny a jiných příčin.[chybí lepší zdroj] Opačný jev — velmi malé krvácení — se nazývá hypomenorea.[chybí lepší zdroj]

### Trvání
Prodloužené krvácení (metroragie, též meno-metroragie) nezapadá do pravidelných intervalů. Dysfunkční děložní krvácení naznačuje abnormality hormonálně způsobeného krvácení, typicky anovulace. Všechny tyto abnormality krvácení vyžadují medicínské vyšetření. Protože i těhotné pacientky mohou krvácet, test těhotenství tvoří součást vyšetření abnormálního krvácení.

## Hygienické aspekty
Pro potřeby menstruujících žen vznikl celý průmysl. Ženy obvykle používají menstruační vložky (nošené zvenku vaginy, přiložené na vulvu) nebo menstruační tampóny (zaváděné do pochvy), oblíbené jsou i tenké slipové vložky používané jako prevence ušpinění oděvu. Vložky se vyrábějí z celulózy a syntetických produktů. Během historie byly používány pratelné látky; moderní verze se produkují z bavlny, podobně jako pratelné nebo jednorázové plenky. Tampony (savý materiál vložený do vaginy) se staly populárními v posledních letech, ale vyžadují častou výměnu pro možnost vzniku zánětu z bakteriálního rozkladu krve. V některých případech může dojít až ke vzniku syndromu toxického šoku, což je závažné, život ohrožující, toxické onemocnění. Je vyvoláno bakterií Staphylococcus aureus, která produkuje toxin TSST–1 (toxic shock syndrom toxin) a enterotoxin A. Souvislost však nebyla jednoznačně prokázána.
Od roku 2000 je na trhu také menstruační kalíšek – silikonový kalíšek, který se zavádí do pochvy, kde sbírá menstruační krev (nenasakuje ji tedy jako tampón). Kalíšek je znovupoužitelný a nehrozí u něj nebezpečí toxického šoku.

##### Menstruační chudoba
- V posledních letech vznikají i v ČR spolky zabývající se menstruační chudobou, tedy situací, kdy ženy ve špatné ekonomické situaci nemají finanční prostředky na nákup hygienických pomůcek potřebných během menstruace. Tu se pokoušejí v rámci své působnosti řešit a hygienické pomůcky distribuovat. Z hygienických pomůcek však hojněji i vizuálně zmiňují vložky místo levnějších tamponů, minimálně jsou uváděny levnější neznačkové hygienické pomůcky. [5][6][7][8]

## Historické aspekty
Menstruaci byl v průběhu historie připisován značný, ač různý význam. U primitivních národů s objevením se první menstruace byla dívka považována za dospělou a vdavekschopnou. Některé kultury stále vnímají menstruaci, zejména pak první, jako pozitivní aspekt dívčího života. Např. v jižní Indii dostávají dívky po své první menstruaci dárky a probíhají oslavy, aby si tento zvláštní den zapamatovaly.
Obecně však byla žena v čase menstruace považována za nečistou (v některých kulturních prostředích dokonce byla vyloučena ze styku s ostatními členy komunity) a po jejím skončení se musela často rituálně očistit.
Bible v patnácté kapitole knihy Leviticus popisuje období menstruace a uvádí, že v tomto období je žena rituálně nečistá. Toto tabu je natolik velké, že nejen sama žena trpí touto nečistotou, ale i „každý kdo by se jí dotkl, bude nečistý až do večera.“
Někteří vědci se domnívají, že křesťanské učení tohoto tabu stojí za zapovězení ženám stát se v římskokatolické církvi knězem (resp. kněžkou). Uvádějí, že církevní právo zavedlo tento zákaz kvůli „rituální nečistotě.“[zdroj?]
Ostatní náboženství menstruaci rovněž vnímají v negativním světle. Například hinduismus zapovídá menstruujícím ženám účastnit se normálního života. Žena tak musí být „očištěna“ předtím, nežli je jí povolen návrat domů. Ženy žijící v jižní Indii nesmějí v období menstruace po tři dny spát ve svém domě.[zdroj?]
Silně negativní zmínka je uvedena v středověkém byzantském encyklopedickém slovníku Suda, kde je popisována epizoda ze života filosofky Hypatie: ta, aby odradila neodbytného ctitele, mu ukázala svou použitou látku určenou k zachycování menstruační krve se slovy, že takto odpudivá je pravá přirozenost toho, po čem touží a co považuje za krásné.
Podobné, třebaže ne natolik výrazné příklady lze nalézt i v našem prostředí v nedávné minulosti – podle lidových zvyků ženy v době menstruace nesměly vykonávat některé činnosti (např. zadělávat těsto, péci chleba), aby nezapříčinily jejich nezdar; tyto konsekvence lze klást do souvislosti s častými objektivními potížemi (jak fyzickými, tak psychickými) při menstruaci nebo s premenstruačním syndromem, nepochybně však i s nepříjemnými projevy doprovázejícími menstruaci v důsledku nedostatečné hygieny (znečištění těla a oděvu krví, následný zápach).